# Плохий, Сергей Николаевич
Серге́й Никола́евич Пло́хий (англ. Serhii Plokhy, укр. Сергій Миколайович Плохій; род. 23 мая 1957, Горький) — советский украинский, канадский и американский историк, специалист по истории Восточной Европы. Профессор украинской истории в Гарвардском университете, почетный профессор Киево-Могилянской академии. Директор Украинского научного института Гарвардского университета. Иностранный член Национальной Академии Наук Украины.

## Биография
Родился в 1957 году в Горьком в семье Николая и Лидии Плохих. Его отец окончил Запорожский машиностроительный институт и несколько лет работал в Горьком по распределению. Затем семья вернулась в Запорожье, где Сергей провел детство и юность.
В 1980 году окончил Днепропетровский государственный университет по специальности «история и общественные науки» и поступил в аспирантуру, где занимался исследованием истории Украины под руководством Н. П. Ковальского. Через два года в Университете дружбы народов защитил диссертацию на соискание учёной степени кандидата исторических наук по теме «Латиноязычные сочинения середины XVII века как источник по истории освободительной войны украинского народа, 1648—1654 гг.».
В 1990 году в Киевском государственном университете имени Т. Г. Шевченко защитил диссертацию на соискание учёной степени доктора исторических наук по теме «Политика папства на Украине во второй половине XVI — середине XVII века» (Специальности 07.00.02 — «История СССР» и 07.00.03 — «Всеобщая история»). Официальные оппоненты — доктор исторических наук, профессор, член-корреспондент АН УССР Ф. П. Шевченко, доктор исторических наук, профессор Н. И. Басовская, доктор исторических наук, профессор Л. Г. Мельник. Ведущая организация — Институт общественных наук АН УССР (Львов).
В начале 1990-х переехал в Канаду, где был преподавателем, а затем профессором истории в Альбертском университете, а также исполняющим обязанности директора Канадского института украинских исследований. Кроме того, в течение десяти лет был заместителем директора Центра украинской истории имени Петра Яцыка при этом институте. Основными занятиями в этой должности были руководство проектом по переводу работ М. С. Грушевского и редактирование трёхтомного перевода «Истории Украины-Руси».
В 2002 году был удостоен звания заслуженного члена Украинского научного института Гарвардского университета. В течение трех лет (2002—2005) книги Плохия получали первый приз Американской ассоциации украинистики.
В 2003 и 2005 годах преподавал в Гарвардском университете в качестве приглашённого профессора, а с 2007 года занимает пост профессора украинской истории (профессура им. М. С. Грушевского) в Гарвардском университете.
Лауреат премии им. Гельбера за лучшую англоязычную книгу 2014 года по истории международных отношений (The Last Empire: The Final Days of the Soviet Union. — Basic Books, 2014). Этот труд принёс ему и Русскую книжную премию культурного центра «Pushkin House» в Лондоне (2015), вручаемую автору лучшей научно-популярной книги о России.
Награждён премией фонда Антоновичей (2015).
Вместе с семьей живёт в Арлингтоне, штат Массачусетс.

## Награды
- Лауреат Национальной премии Украины имени Тараса Шевченко (2018)[12]
- Премия фонда Антоновичей (2015)
- 1 мая 2025 года избран иностранным членом Национальной Академии Наук Украины.

## Научные труды

### Монографии
На русском языке
- Плохий С. Н. Борьба украинского народа с католической экспансией (XVI-XVII вв.). Учебное пособие для студентов, аспирантов и преподавателей ист. фак., науч. работников. — Днепропетровск: ДГУ, 1987.
- Плохий С. Н. Папство и Украина. Политика римской курии на украинских землях в XVI-XVII вв.. — Киев: Вища школа, 1989. — 223 с. — ISBN 5-11-002298-4.
- Плохий С. Н. Последняя империя. Падение Советского Союза / пер. с англ. Сергея Гирика, Сергея Лунина и Анатолия Сагана. — М.: Corpus : АСТ, 2016. — 622 с. — 3000 экз. — ISBN 978-5-17-092454-7.
- Плохий С. Н. Врата Европы. История Украины / пер. с англ. Сергея Лунина. — М.: Corpus, 2018. — 544 с. — ISBN 978-5-17-095236-6.
- Плохий С. Н. Человек, стрелявший ядом. История одного шпиона времён холодной войны / пер. с англ. Сергея Лунина. — М.: Corpus, 2019. — 432 с. — (Разведкорпус). — ISBN 978-5-17-102324-9.
- Плохий С. Н. Чернобыль. История ядерной катастрофы = Chernobyl: History of a Tragedy. / Пер. с англ. Дмитрия Карельского и Сергея Лунина. — М.: Новое издательство, 2021. — 382 с. — ISBN 978-5-98379-255-5.

На английском языке
- Plokhy S. M. The Cossacks and Religion in Early Modern Ukraine, Oxford University Press, 2002. ISBN 978-0-19-924739-4
- Plokhy S. M. Tsars and Cossacks: A Study in Iconography, Ukrainian Research Institute of Harvard University, 2003. ISBN 978-0-916458-95-9
- Plokhy S. M. and Frank E. Sysyn. Religion and Nation in Modern Ukraine, Canadian Institute of Ukrainian Study Parishes, 2003. ISBN 978-1-895571-36-3
- Plokhy S. M. Unmaking Imperial Russia: Mykhailo Hrushevsky and the Writing of Ukrainian History, University of Toronto Press, 2005. ISBN 978-0-8020-3937-8
- Plokhy S. M. The Origins of the Slavic Nations: Premodern Identities in Russia, Ukraine and Belarus, Cambridge University Press, 2006. ISBN 978-0-521-86403-9
- Plokhy S. M. Ukraine and Russia: Representations of the Past , University of Toronto Press, 2008. ISBN 978-0-8020-9327-1
- Plokhy S. M. Yalta: The Price of Peace, Viking Adult, 2010. ISBN 0-670-02141-5
- Plokhy S. M. The Cossack Myth: History and Nationhood in the Age of Empires, Cambridge University Press, 2012. ISBN 978-1-107-02210-2
- Plokhy S. M. The Last Empire: The Final Days of the Soviet Union. New York: Basic Books, 2014. ISBN 978-0-465-05696-5.
- Plokhy S. M. The Gates of Europe: A History of Ukraine. New York: Basic Books, 2015. ISBN 978-0-465-05091-8.
- Serhii Plokhy. The Russo-Ukrainian War. The Return of History (англ.). — W. W. Norton & Company, 2023. — 400 p. — ISBN 978-1-324-05119-0.

### Статьи
на русском языке
- Плохий С. М. К вопросу об исторической основе сочинения П. Шевалье Освободительной войне украинского народа 1648—1654 гг. // Анализ публикаций по отечественной истории. Днепропетровск, 1978.
- Плохий С. М. Источники сведений труда И. Пастория «Война скифско-казацкая» о начальном этапе Освободительной войны украинского народа 1648—1654 годов // Вопросы германской истории. Днепропетровск, 1978.
- Плохий С. М. К вопросу об исторических взглядах И. Пастория // Вопросы германской истории. Днепропетровск, 1980.
- Плохий С. М. Влияние сочинения А. Кояловича на зарубежную историографию Освободительной войны украинского народа 1648—1654 гг. // Актуальные историографические проблемы отечественной истории XVII—XIX вв. Днепропетровск, 1982.
- Плохий С. М. Советская историография об экспансионистской политике Ватикана на Украине во второй половине XVI — первой половине XVI вв. // Историографические и источниковедческие проблемы отечественной истории. — Днепропетровск, 1984.
- Плохий С. М. Источники о деятельности германской и ватиканской дипломатии на Украине в 90-x гг. XVI в. // Вопросы германской истории.- Днепропетровск, 1984.
- Плохий С. М. Папские послания как источник по истории католической экспансии на Украине в XVI—XVII вв. // Историографические и источниковедческие проблемы отечественной истории. Днепропетровск, 1985.
- Плохий С. М. Восприятие идей немецкой реформации в украинской полемической литературе // Вопросы германской истории,-Днепропетровск, 1985.
- Плохий С. М. Критика буржуазно-клерикальной политики Ватикана на Украине (XVI—XVII вв.) // Вопросы развития историографических исследований в свете решений XXVI съезда КПСС. Днепропетровск, 1985.
- Плохий С. М. Политика Ватикана в Северной Причерноморье и украинское казачество в конце XVX в. // Международные отношения в бассейне Чёрного моря в древности и средние века. Ростов-на-Дону, 1986.
- Плохий С. М. Ватикано-польские отношения 1648—1654 гг. (Анализ папских бреве) // Вопросы новой и новейшей истории. — K., 1987. Вып. 33.
- Плохий С. М. Конгрегации пропаганды веры униатские миссионеры на югославских землях во второй четверти XVII века // Славяне и их соседи. М. Наука, 1989.

на украинском языке
- Плохий С. М. Документы Богдана Хмельницкого на страницах произведений Иоахима Пастория // Украинский исторический журнал. 1984. № 2.
- Плохий С. М. Брестская уния в оценке И. Я. Франко // Прогрессивная общественность в борьбе против феодальной реакции и католическо-униатской экспансии на Украине. Львов, 1988.
- Плохий С. М. Источники по истории церкви // Украинская археография: современное положение и перспективы развития. Тезисы докладов республиканского совещания. К., 1988.
- Плохий С. М. Ужгородская уния (анализ источников) // Прогрессивная общественность в борьбе против феодальной реакции и католическо-униатской экспансии на Украине. Львов, 1988.
- Плохий С. М. Козацкая крепость // Той славы казачества вовек не забудем. Днепропетровск, 1989 в соавт.

на английском языке
- Plokhy S. M. The City of Glory: Sevastopol in Russian Historical Mythology // Journal of Contemporary History[англ.]. — Vol. 35. — No. 3 (July 2000). — PP. 369—383